# Antoniew Stoki
Antoniew Stoki (alt. Stoki-Antoniew) – dawna wieś, od 1946 w granicach Łodzi, na obszarze dzielnicy Widzew we wschodniej części miasta. Rozpościerała się w rejonie ulicy Lawinowej, z dwoma eksklawami w okolicy ulic Telefonicznej i Olkuskiej. Nazwa Antoniew Stoki nie występuje w systemie TERYT.

## Historia
Dawniej samodzielna wieś. Od 1867 w gminie Nowosolna. 18 sierpnia 1915 część wsi Antoniew Stoki o powierzchni 47,2474 ha włączono do Łodzi.
W okresie międzywojennym należała do powiatu łódzkiego w woj. łódzkim. W 1921 roku wieś Stoki-Antoniew liczyła 452 mieszkańców. 1 września 1933 utworzono gromadę (sołectwo) Antoniew Stoki w granicach gminy Nowosolna, składającą się z samej wsi Antoniew Stoki. Podczas II wojny światowej miejscowość włączono do III Rzeszy. 
Po wojnie Antoniew Stoki powrócił na krótko do powiatu łódzkiego woj. łódzkim, lecz już 13 lutego 1946 włączono go do Łodzi.